# 立花站 (長野縣)
立花站（日语：／ Tategahana eki */?）是位於長野縣長野市豐野町蟹澤，東日本旅客鐵道（JR東日本）的飯山線車站。

## 歷史
此站是由中野市立花地區與前豐野町居民負擔建設費用而建成的車站，為一座請願車站。
- 1958年（昭和33年）8月8日：日本國有鐵道旅客車站啟用[1]。
- 1987年（昭和62年）4月1日：伴隨國鐵分割民營化，車站由東日本旅客鐵道（JR東日本）營運。
- 1995年（平成7年）
  - 7月12日：發生7.11水災（日语：7.11水害），使飯山線全線暫停服務[3]。
  - 7月18日：飯山線全線重開[3]。
- 2014年（平成26年）8月中至12月中：翻新候車室[4]。

## 車站構造
車站是一座地面車站，設有1面1線的單式月台。
此站是由飯山站管理的無人車站。車站設有簡單的候車室和簡易自動售票機。
候車室在2014年8月中至12月中之間進行翻新。

## 使用狀況
根據「長野縣統計書」，以下為1日平均乘車人次列表：
- 2009年度 - 187人[2]
- 2010年度 - 164人
- 2011年度 - 163人

## 車站周邊
- 千曲川[1]
- 國道117號（日语：国道117号）[1]

## 巴士路線
在車站附近的國道117號上設有立花站巴士站。曾經設有長野市營巴士豐野線駛入該站，在2009年（平成21年）4月1日時間表修正後，路線不再途經該站。
長電巴士
- 立花線　（每日4往返班次。在星期六、日、假日與12月29日至1月3日暫停服務）
  - 中野站[1] - 江部 - 中野交匯處前 - 立花站

## 相鄰車站
東日本旅客鐵道（JR東日本）
■飯山線
信濃淺野－立花－上今井

## 注腳
1. 1 2 3 4 5 6 7 8 9 10 11 12 13  . 週刊朝日百科. 21号 新潟駅・弥彦駅・津南駅ほか. 朝日新聞出版. 2012-12-30: 24 （日语）.
2. 1 2 3 4 5 6  信濃毎日新聞社出版部. . 信濃毎日新聞社. 2011-07-24: 35. ISBN 9784784071647 （日语）.
3. 1 2  . 信濃毎日新聞 (信濃毎日新聞社). 1995-07-18: 6（夕刊） （日语）.
4. 1 2   (PDF) (新闻稿). 東日本旅客鉄道長野支社. 2014-08-08  [2020-05-25]. （原始内容 (PDF)存档于2015-01-06） （日语）.

## 外部連結
- 車站資訊（立花）：東日本旅客鐵道